# Адилов, Ахмет Адилович
Ахме́т Ади́лович Ади́лов (17 [30] апреля 1912, Куттыкожа — 26 октября 1999) — советский хозяйственный, государственный и политический деятель.

## Биография
Родился в 1912 году в ауле Асаршык. С 1923 года работал по найму у зажиточных аульчан. С 1927 года учился в школе, затем — в политехникуме водного хозяйства (Ташкент), в 1932—1939 годы — в Московском институте горного дела имени И. В. Сталина.
Член КПСС.
С 1936 года работал начальником горного участка, секретарём парткома Зыряновского рудника (Восточно-Казахстанская область). С мая 1941 года — заведующий отделом цветной металлургии ЦК КП(б) Казахстана; переехал в Алма-Ату. С ноября 1943 года — заместитель секретаря Восточно-Казахстанского обкома партии по цветной металлургии, с сентября 1946 — директор Николаевского полиметаллического рудоуправления (посёлок Шемонаиха).
С мая 1948 по январь 1950 года — начальник управления казахстанского горного округа главного управления Госгорнадзора при Совете Министров СССР; генеральный горный директор III ранга (1949).
С 1950 года — первый секретарь Карагандинского горкома партии; добился правительственного решения о строительстве в Караганде крупной больницы. В последующем занимал должности министра местной и топливной промышленности Казахской ССР, первого заместителя председателя Комитета народного контроля Казахской ССР, председателя Алма-Атинского горисполкома, председателя Алма-Атинского совнархоза.
Избирался депутатом Верховного Совета Казахской ССР 3-го, 4-го, 5-го, 6-го и 7-го созывов; возглавлял комиссию по финансам и планированию. Делегат XIX (1952) и XXII съездов КПСС.
Умер в 1999 году.

## Награды и признание
- орден «Знак Почёта»
- орден Трудового Красного Знамени
- почётный гражданин Карагандинской области и города Алматы[1].

## Память
Имя Ахмета Адилова носят:
- школа в посёлке Шалкия Жанакорганского района[1]
- улица в микрорайоне «Таугуль-3» города Алматы[4].

## Комментарии
1. ↑  Аул Асаршык в последующем входил в состав аульного округа Куттыкожа, ныне — территория Шалкинского сельского округа, Жанакорганский район Кызылординской области Казахстана.
2. ↑  По другим данным — окончил Московский институт цветных металлов и золота[2].